# Lenguas worrorranas
Las lenguas worrorranas o wororanas son una pequeña familia lingüística de lenguas aborígenes australianas habladas en el NE de Australia.
Las lenguas worrorranas se dividen usualemente en tres complejos dialectales:
- (Norte) Wunambal
- (Este) Ungarinyin (Ngarinyin)
- (Oeste) Worrorra

## Validez
Ha existido cierta discusión sobre si las lenguas worrorranas constituyen un grupo filogenético válido bien demostrado, o constituyen un área lingüística. Dixon (2002) considera que estas lenguas constituyen lenguas aisladas sin otra relación demostrable que una relación de Sprachbund. Sin embargo, la literatura más reciente difiere de Dixon:
- Rumsey y McGregor (2009) demostraron la cohesión de la familia y su reconstructibilidad de la protolengua, y;
- Bowern (2011) acepta que las lenguas worrorranas constituyen una familia lingüística.[1]

## Comparación léxica
Los numerales en las diversas lenguas worrorranas son:
| GLOSA | Wunambal | Ungarinyin  | Worrorra   | Gambera        | Miwa           | Wilawila | PROTO- WORRORRANO |
| ----- | -------- | ----------- | ---------- | -------------- | -------------- | -------- | ----------------- |
| '1'   | -mɨrrige | meri        | iarung     | -jari          | -mrɨge         | -jali    | *-jaɹi            |
| '2'   | majerri  | medjeri     | iarungandu | -mad-jeri-mija | mad-jeri       | madjeri  | *maɟeri           |
| '3'   | 2+1      | med-jeri-na | iarunguri  | mad-jeri-na    | mad-jeri-mrɨge |          | *maɟeri+1         |